# Ohlsbach
Ohlsbach är en kommun och ort i Ortenaukreis i regionen Südlicher Oberrhein i Regierungsbezirk Freiburg i förbundslandet Baden-Württemberg i Tyskland.
Kommunen ingår i kommunalförbundet Gengenbach tillsammans med staden Gengenbach och kommunen Berghaupten.